# Comuna Hoceni, Vaslui
Hoceni este o comună în județul Vaslui, Moldova, România, formată din satele Barboși, Deleni, Hoceni (reședința), Oțeleni, Rediu, Șișcani și Tomșa.

## Așezare
Comuna este situată în partea central-vestică a județului, fiind așezată pe valea pârâului Bujorul, afluent de dreapta a râului Elan.
Se învecinează la nord cu comuna Crețești, la nord-est și est cu comuna Dimitrie Cantemir, la sud și sud-vest cu comuna Vutcani și la vest cu comuna Oltenești.
Suprafața comunei este de 9330 ha. Se află la o distanță de 51 km de reședința județului, Vaslui, prin localitatea Șișcani.
De asemenea, comuna este așezată la vest de lunca Prutului, în zona dealurilor Murgene.

## Demografie
Componența etnică a comunei Hoceni
     Români (93,79%)
     Alte etnii (0,13%)
     Necunoscută (6,08%)
Componența confesională a comunei Hoceni
     Ortodocși (93,79%)
     Alte religii (0,04%)
     Necunoscută (6,17%)
Conform recensământului efectuat în 2021, populația comunei Hoceni se ridică la 2.237 de locuitori, în scădere față de recensământul anterior din 2011, când fuseseră înregistrați 2.794 de locuitori. Majoritatea locuitorilor sunt români (93,79%), iar pentru 6,08% nu se cunoaște apartenența etnică. Din punct de vedere confesional, majoritatea locuitorilor sunt ortodocși (93,79%), iar pentru 6,17% nu se cunoaște apartenența confesională.

## Istorie
La sfârșitul secolului al XIX-lea, comuna făcea parte din plasa Mijlocul a județului Fălciu și era alcătuită din satele Hoceni, Șișcani-Boerești și Tomșa, cu o populație de 730 de locuitori. În comună exista o școală mixtă și trei biserici.
La acea vreme, pe teritoriul actual al comunei, funcționa în aceiași plasă și comunele Oțeleni, Deleni și Barboși. Comuna Oțeleni era alcătuită din satele Oțeleni și Băgăul, cu o populație de 791 de locuitori. În comună funcționa o școală și o biserică. Comuna Deleni era alcătuită din satele Deleni, Golășei și Talaba, cu o populație de 965 de locuitori. În comună funcționau trei biserici și o școală mixtă, iar comuna Barboși era alcătuită din satele Barboși și Tăetura-Barboși, cu o populație de 293 de locuitori. În comună funcționa o biserică.
Anuarul Socec din 1925 consemnează desființarea comunelor Barboși și Oțeleni și includerea sa în cadrul comunelor Deleni respectiv Hoceni. Comunele Hoceni și Deleni sunt consemnate în plasa Oltenești din același județ. Comuna Hoceni avea o populație de 2120 de locuitori (în satele Hoceni, Tomșa, Șișcani și Oțeleni), iar comuna Deleni – 1457 (în satele Deleni, Golășei, Tuluba, Barboși și Băgău).
În 1931, comuna Deleni a fost desființată, iar satele ei au fost incluse în cadrul comunei Hoceni. Comuna era împărțită în satele Hoceni, Deleni, Șișcani, Oțeleni, Tăetura-Barboși, Tomșa, Tuluba, Bagău și Golășei.
În anul 1950, comuna a fost transferată raionului Fălciu din regiunea Bârlad, după care în 1952 a fost arondată raionului Huși din aceiași regiune și apoi (după 1956) din regiunea Iași. În acest timp, comuna Deleni a fost reînființată, cu satele Deleni, Goloșei și Tăetura-Băgău, iar satul Tuluba din comuna Hoceni a fost desființată. În anul 1964, satele Goloșei și Tăetura-Băgău (alipită între timp) primesc numele de Delenii de Jos și Rediu.
În anul 1968, comuna a fost transferată la județul Vaslui. Tot atunci, satul Delenii de Jos a fost desființat și contopit cu satul Deleni.

## Monumente istorice
Singurul monument istoric din comuna Hoceni inclusă în lista monumentelor istorice din județul Vaslui este Biserica de lemn „Sf. Gheorghe” din sat ce datează din anul 1820.

## Politică și administrație
Comuna Hoceni este administrată de un primar și un consiliu local compus din 11 consilieri. Primarul, Vasile Țabără[*], de la Partidul Social Democrat, este în funcție din 2000. Începând cu alegerile locale din 2024, consiliul local are următoarea componență pe partide politice:
|  | Partid                          | Consilieri | Componența Consiliului | Componența Consiliului | Componența Consiliului | Componența Consiliului | Componența Consiliului | Componența Consiliului | Componența Consiliului | Componența Consiliului |
|  | ------------------------------- | ---------- | ---------------------- | ---------------------- | ---------------------- | ---------------------- | ---------------------- | ---------------------- | ---------------------- | ---------------------- |
|  | Partidul Social Democrat        | 8          |                        |                        |                        |                        |                        |                        |                        |                        |
|  | Partidul Național Liberal       | 2          |                        |                        |                        |                        |                        |                        |                        |                        |
|  | Alianța pentru Unirea Românilor | 1          |                        |                        |                        |                        |                        |                        |                        |                        |